# جسی اسپنسر
جسی گوردن اسپنسر (به انگلیسی: Jesse Spencer) یک موسیقیدان و بازیگر استرالیایی است. شهرت او بیشتر به دلیل بازی نقش دکتر رابرت چیس در سریال پزشکی دکتر هاوس و نقش بیلی کندی در نیبرز است.

## اوایل زندگی
اسپنسر در ملبورن استرالیا زاده شد.پدر و مادر او،رابین و رادنی،سیاستمدار هستند.او در مدرسه سنتربری و ملورن تحصیل و دانشکده خصوصی اسکاچ تحصیل می کرد.

## حرفه

### بازیگری
او در استرالیا،بریتانیا و ایرلند به نام بیلی کندی شخصیت سریال سوپ اپرای Neighbours معروف است.وی از سال ۲۰۰۴ تا ۲۰۱۲ در سریال دکتر هاوس در نقش دکتر رابرت چیس نقش آفرینی می کرد.

### موسیقی
اسپنسر همراه با هیو لوری که با یکدیگر در سریال دکتر هاوس نقش می پروریدند، و چند بازیگر دیگر در گروه موسیقی Band From TV ویالون می نوازد که درآمد حاصل از این گروه را به خیریه ها می دهند.

## زندگی شخصی
او دو برادر دارد. ترنی،که جراح پلاستیک است و لوک که جراح اورتوپد است و یک خواهر کوچک تر که متخصص بیهوشی است.
جسی از ده سالگی ویالون،گیتار و پیانو می نوازد.